# NGC 5950
NGC 5950 est une galaxie spirale (barrée ?) située dans la constellation du Bouvier. Sa vitesse par rapport au fond diffus cosmologique est de 2 707 ± 7 km/s, ce qui correspond à une distance de Hubble de 39,9 ± 2,8 Mpc (∼130 millions d'al). NGC 5950 a été découverte par l'astronome français Édouard Stephan en 1882.
La classe de luminosité de NGC 5950 est II.
En raison d'une brillance de surface égale à 14,00 mag/am2, on peut qualifier NGC 5950 de galaxie à faible brillance de surface (LSB en anglais pour low surface brightness). Les galaxies LSB sont des galaxies diffuses (D) avec une brillance de surface inférieure de moins d'une magnitude à celle du ciel nocturne ambiant.
À ce jour, six mesures non basées sur le décalage vers le rouge (redshift) donnent une distance de 35,783 ± 4,145 Mpc (∼117 millions d'al), ce qui est à l'intérieur des valeurs de la distance de Hubble.